# Better with You
Better with You est une série télévisée américaine en 22 épisodes de 22 minutes créée par Shana Goldberg-Meehan et diffusée entre le 22 septembre 2010 et le 11 mai 2011 sur le réseau ABC.
En France, cette série a été diffusée à partir du 20 avril 2011 sur OCS Happy, et en Belgique, à partir du 16 juillet 2013 sur La Deux.

## Synopsis
Cette série suit deux couples qui envisagent la vie à deux différemment. Ben et Maddie ont suivi toutes les règles, sauf pour le mariage. Après neuf ans de vie commune, ils sont totalement liés l'un à l'autre et n'ont pas besoin d'un stupide bout de papier pour se le prouver. Jusqu'au moment où la petite sœur de Maddie, Mia se fiance. Mia et Casey sont totalement différents de Ben et Maddie. Jeunes et impulsifs, ils se sont fiancés après deux mois seulement et attendent un enfant. D'abord, Ben et Maddie sont choqués et un peu jaloux. Auraient-ils dû se marier ?

## Distribution

### Acteurs principaux
- Joanna García : Mia Putney
- Jennifer Finnigan : Madeleine « Maddie » Putney
- Josh Cooke : Ben Coles
- Jake Lacy : Casey Marion Davenport
- Kurt Fuller : Joel Putney
- Debra Jo Rupp : Vicky Putney

### Invités
- Reba McEntire : Lorraine Ashley (épisode 8)
- Nick Swisher : lui-même[4] (épisodes 14 et 15)
- Derek Hough : Philip[5] (épisode 19)

## Production
Le pilote a été commandé à la mi-janvier 2010 sous le titre Leapfrog.
Le casting a débuté à la fin janvier, dans cet ordre : Joanna García, Jennifer Finnigan, Debra Jo Rupp, Josh Cooke, Kurt Fuller et Jake Lacy.
Le 13 mai 2010, ABC commande la série sous le titre Better Together puis cinq jours plus tard, place la série dans la case du mercredi à 20 h 30 à l'automne. Lors de l'annonce des dates de première au début juillet 2010, la série adopte son titre actuel.
Le 25 octobre 2010, la série reçoit une série complète de 22 épisodes.
La série est officiellement annulée le 13 mai 2011 après une saison par ABC.

## Épisodes
1. Pilote (Pilot)
2. C'est mieux dans une caserne (Better with Firehouse)
3. C'est mieux avec Ben (Better with Ben)
4. C'est mieux en se disputant (Better with Fighting)
5. C'est mieux avec p'tit pote (Better with Little Buddy)
6. C'est mieux avec Halloween (Better with Halloween)
7. C'est mieux avec Joël sans sel (Better with Road Joel)
8. c'est mieux en flirtant (Better with Flirting)
9. C'est mieux avec thanksgiving (Better with Thanksgiving)
10. C'est mieux à Noël (Better with Christmas Crap)
11. C'est mieux en jean (Better with Skinny Jeans)
12. C'est mieux avec un chat (Better with a Cat)
13. C'est mieux à la Saint Valentin (Better with Valentine's Day)
14. C'est mieux avec une veste en cuir (Better with a Leather Jacket)
15. C'est mieux avec un shamrock (Better with a Shamrock)
16. C'est mieux avec un c (Better Without a Couch)
17. C'est mieux avec un boulot (Better Without a Job)
18. C'est mieux en mentant (Better With Lying)
19. C'est mieux en dansant (Better With Dancing)
20. C'est mieux en pleurant (Better With Crying)
21. C'est mieux en marchandant (Better With a Bargain)
22. C'est mieux avec le bébé (Better With the Baby)

## Commentaire
Cette série marque le retour à la télévision de Jennifer Finnigan (Amour, Gloire et Beauté, Close to Home : Juste Cause) et Joanna García (Privileged, Reba).